# 熏香小木人

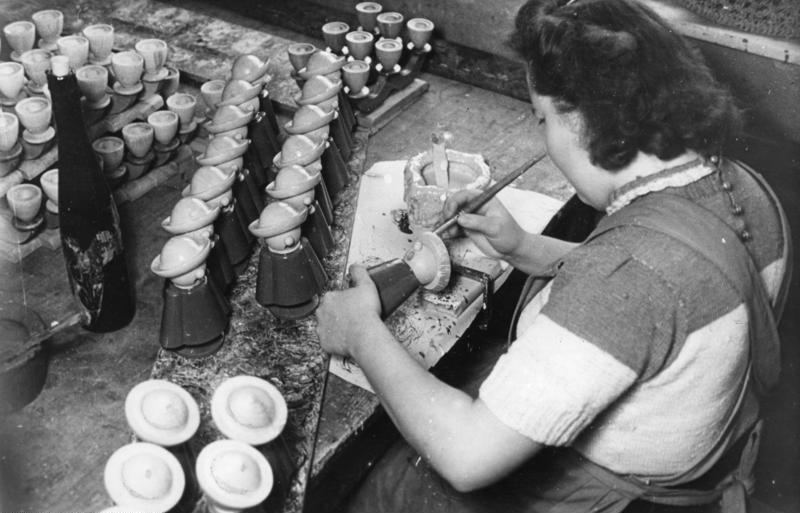
彩绘小木人的过程, 1947.

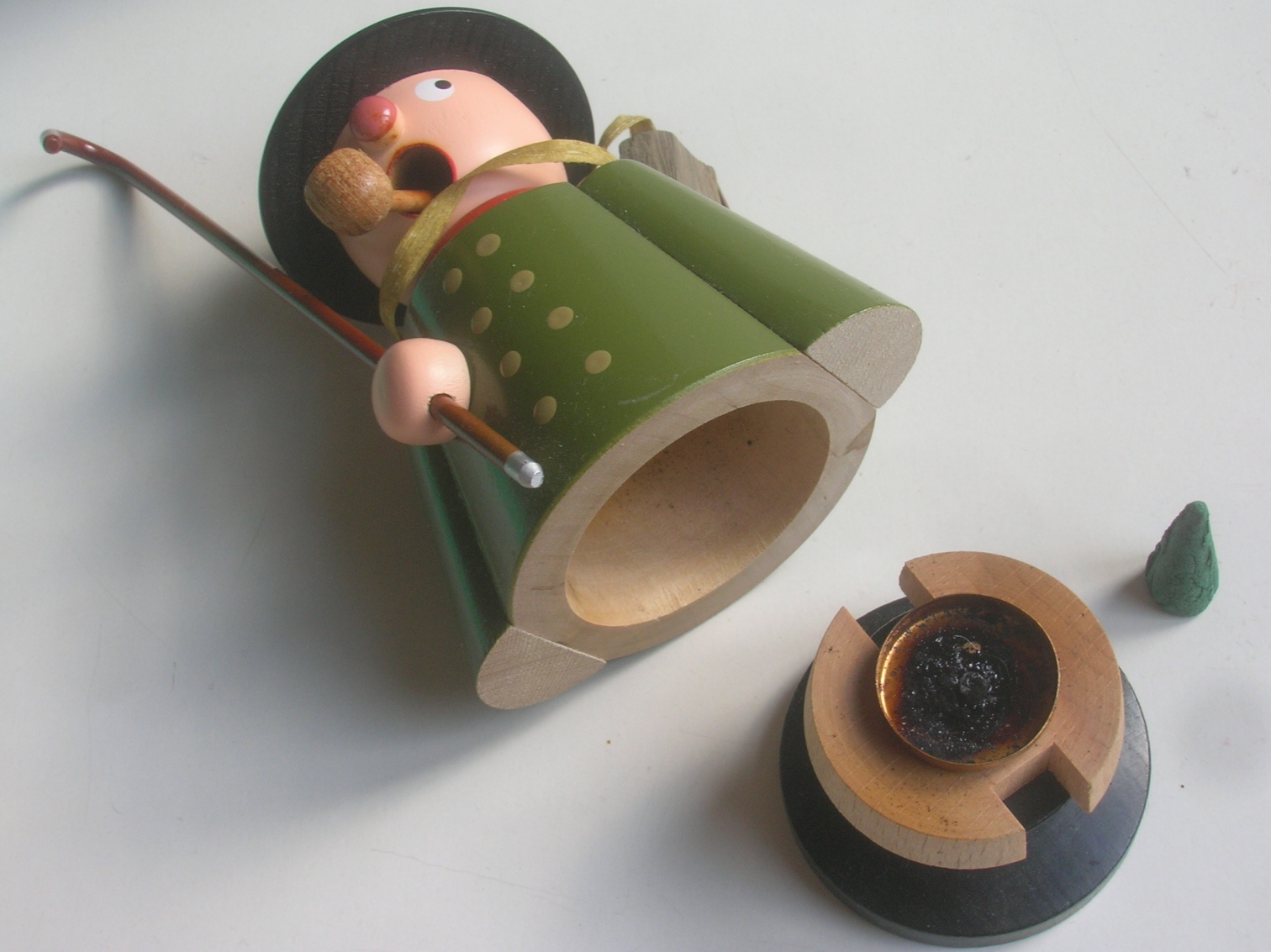
上下两部分拆开后的小木人

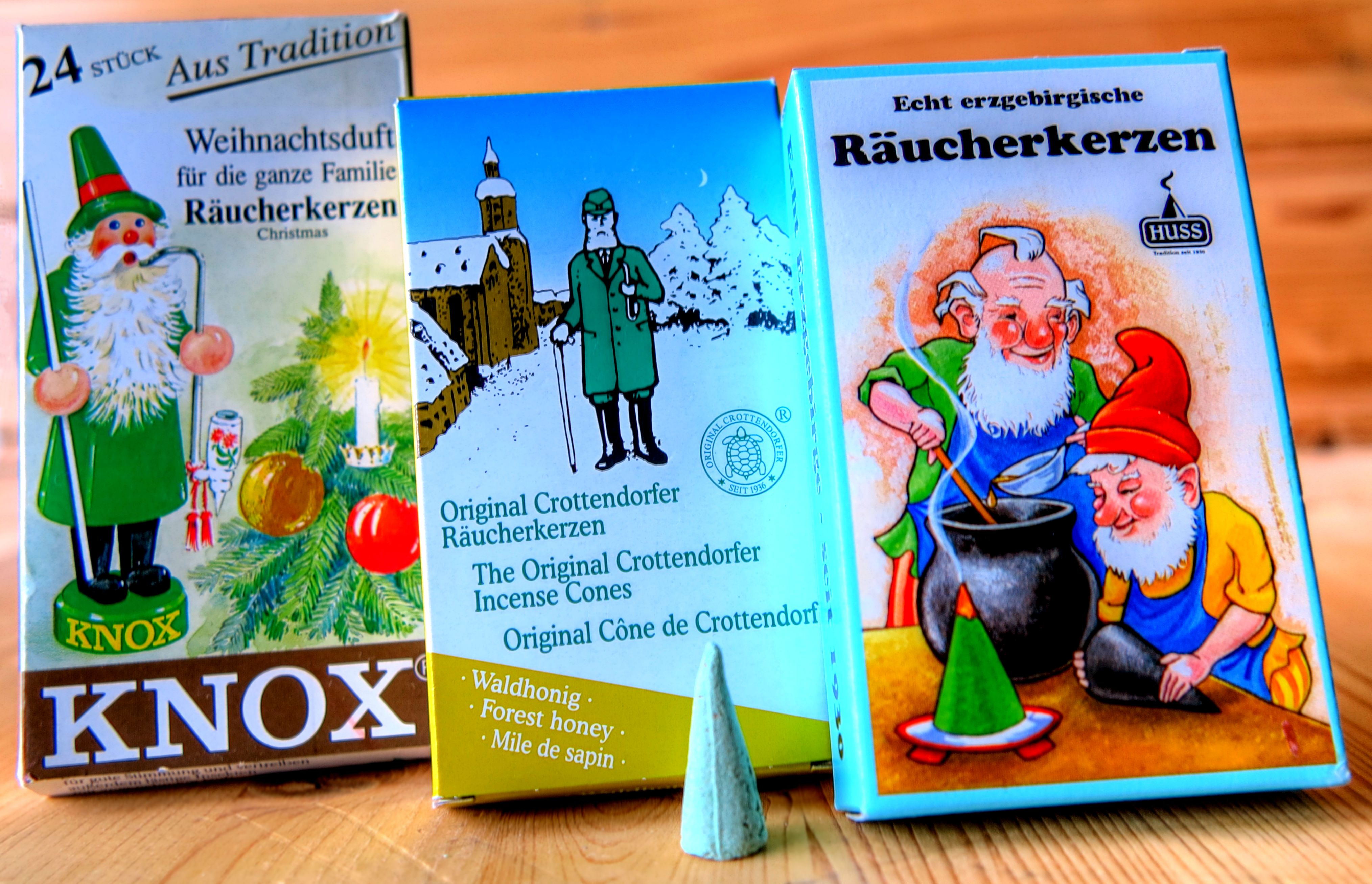
不同厂商的熏香

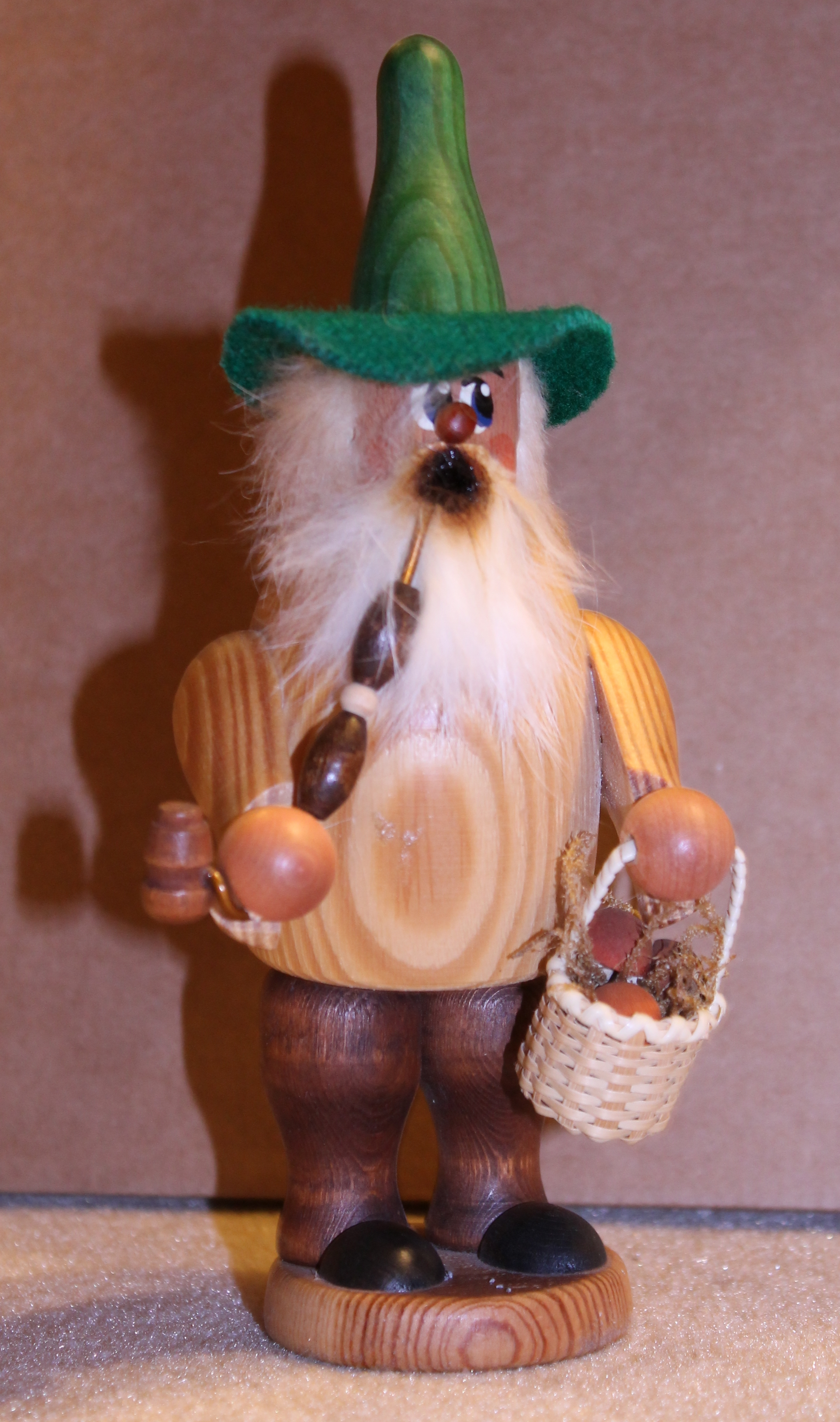
沼泽小木人

熏香小木人(Räuchermann)是德国最著名的传统手工艺品之一，源自德国东南部与捷克交界的埃尔茨山脉。其形象多为士兵、海员、护林人或矿工，由上下两部分组成，可将腿部和身体分拆开。底部有小小的熏香烛台，当熏香蜡烛被点燃后，蜡烛的香气通过小人的嘴巴逐渐散发出来。

## 使用步骤
1. 将熏香小木人的身体与腿部轻轻地拆开，腿部（底部）上方呈现出一个烛台。
2. 从塑料袋中取出一个圆锥形熏香，点燃后即将火苗吹灭，让熏香慢慢燃烧。
3. 等待香气开始散发后，将熏香放到烛台上，再小心地将小木人的身体（上部）与腿部接好。
4. 之后雾气就会从小木人的口中散发而出。

## 外部連結
维基共享资源上的相關多媒體資源：熏香小木人